# قطعنامه ۱۶۰۵ شورای امنیت
قطعنامه ۱۶۰۵ شورای امنیت سازمان ملل متحد که در تاریخ ۱۷ ژوئن ۲۰۰۵ تصویب شد، سندی بین‌المللی دربارهٔ بررسی وضعیت خاورمیانه است. این قطعنامه طی نشست ۵۲۰۵ام با ۱۵ رای موافق، ۰ مخالف و ۰ ممتنع تصویب شد.